# Photina reticulata
Photina reticulata är en bönsyrseart som beskrevs av Hermann Burmeister 1838. Photina reticulata ingår i släktet Photina och familjen Mantidae. Inga underarter finns listade i Catalogue of Life.